# Frontera entre Jordània i l'Iraq
La frontera entre Jordània i l'Iraq és la frontera política entre el Regne Haixemita de Jordània i l'Iraq. Té una extensió de 181 kilòmetres amb un traçat de segments rectes a partir de la intersecció de longitud 39º de longitud Est amb 32º latitud Nord, que va al nord-est en una línia recta al punt més proper a la frontera entre Síria i Jordània, 33º latitud Nord. El seu traçat és gairebé tot recte llevat per un secció còncava anomenada Winston's Hiccup. Separa la part més oriental de la governació de Mafraq (Jordània) de la governació d'Al-Anbar (Iraq).

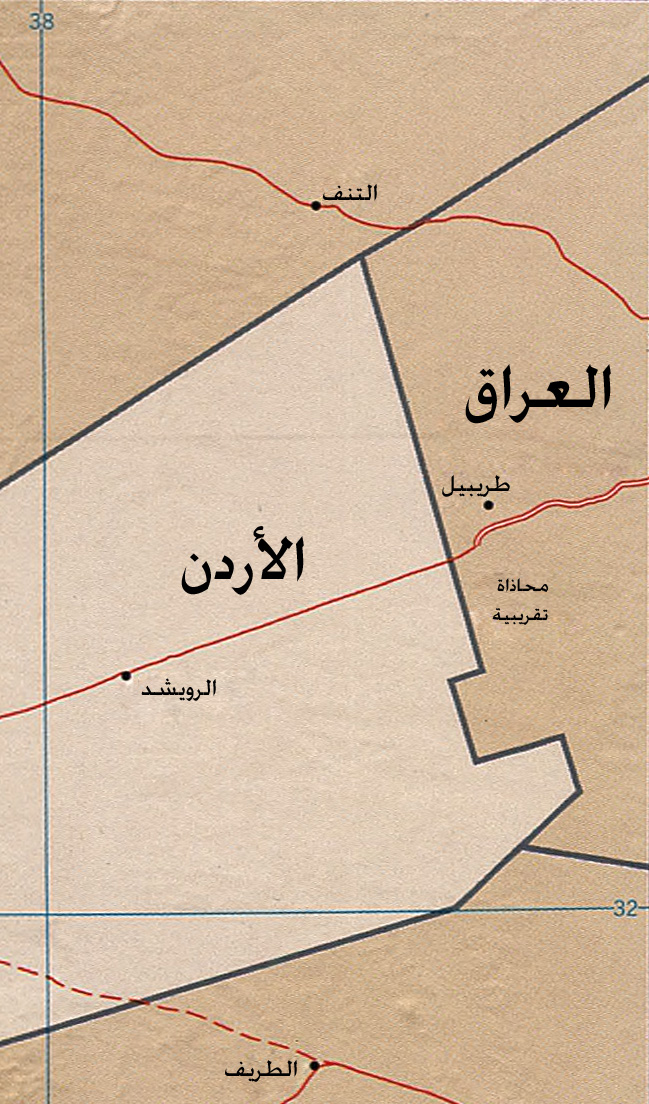
Frontera entre Iraq i Jordània

Situat a banda i banda dels passos fronterers hi ha el pas fronterer de Karameh, prop de la ciutat jordana Ruweished, i el pas fronterer de Trebil, que es troba prop de la ciutat de Trebil o Tarbil, a l'Iraq. La ciutat està a uns 320 quilòmetres d'Amman i a 575 quilòmetres de Bagdad.
Cap el 2010 creuaven la frontera prop de 800.000 passatgers, també va patir tancament temporal diverses vegades en els últims anys a causa dels dos països per a condicions polítiques i de seguretat.

## Història
Les antigues fronteres foren establertes durant el Mandat britànic, i confirmades després de l'abolició de la monarquia a Iraq durant la revolució del 14 de juliol de 1958. En meitat de la dècada dels anys 1960 ambdós estats arribaren a un acord sobre la demarcació de la frontera, però no eren del tot clares. Fins 1984 ambdós estats no arribaren a un acord de demarcació definitiu, amb el qual Jordània ha establert nou punt de creuament lluny de l'antiga frontera, alhora que Iraq ha construït instal·lacions militars a Trebil.